# Epicauta diversicornis
Epicauta diversicornis är en skalbaggsart som först beskrevs av Haag-rutenberg 1880.  Epicauta diversicornis ingår i släktet Epicauta och familjen oljebaggar. Inga underarter finns listade i Catalogue of Life.